# فرودگاه بین‌المللی ویراویلا
فرودگاه بین‌المللی ویراویلا  (به انگلیسی: Weerawila International Airport)  یک فرودگاه نظامی و غیرنظامی  با کد یاتا WRZ است که یک باند فرود آسفالت دارد و طول باند آن ۱۲۲۵ متر است. این فرودگاه در  کشور سری‌لانکا قرار دارد و در ارتفاع ۱۶ متری از سطح دریا واقع شده است.